# Chłopiec z Nariokotome

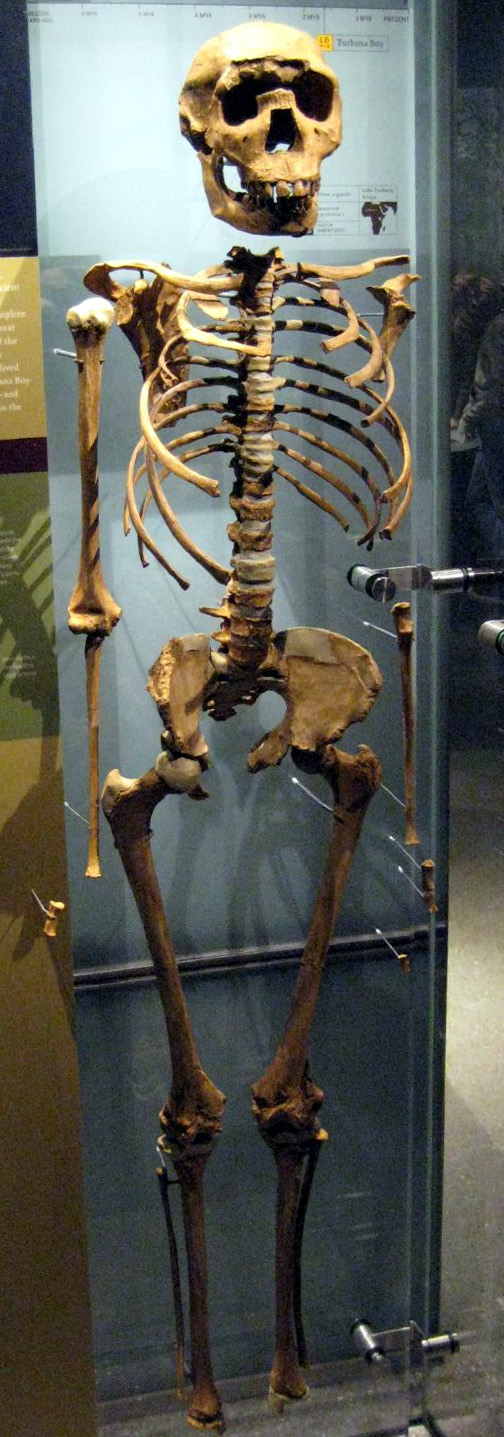
Szkielet chłopca z Nariokotome.

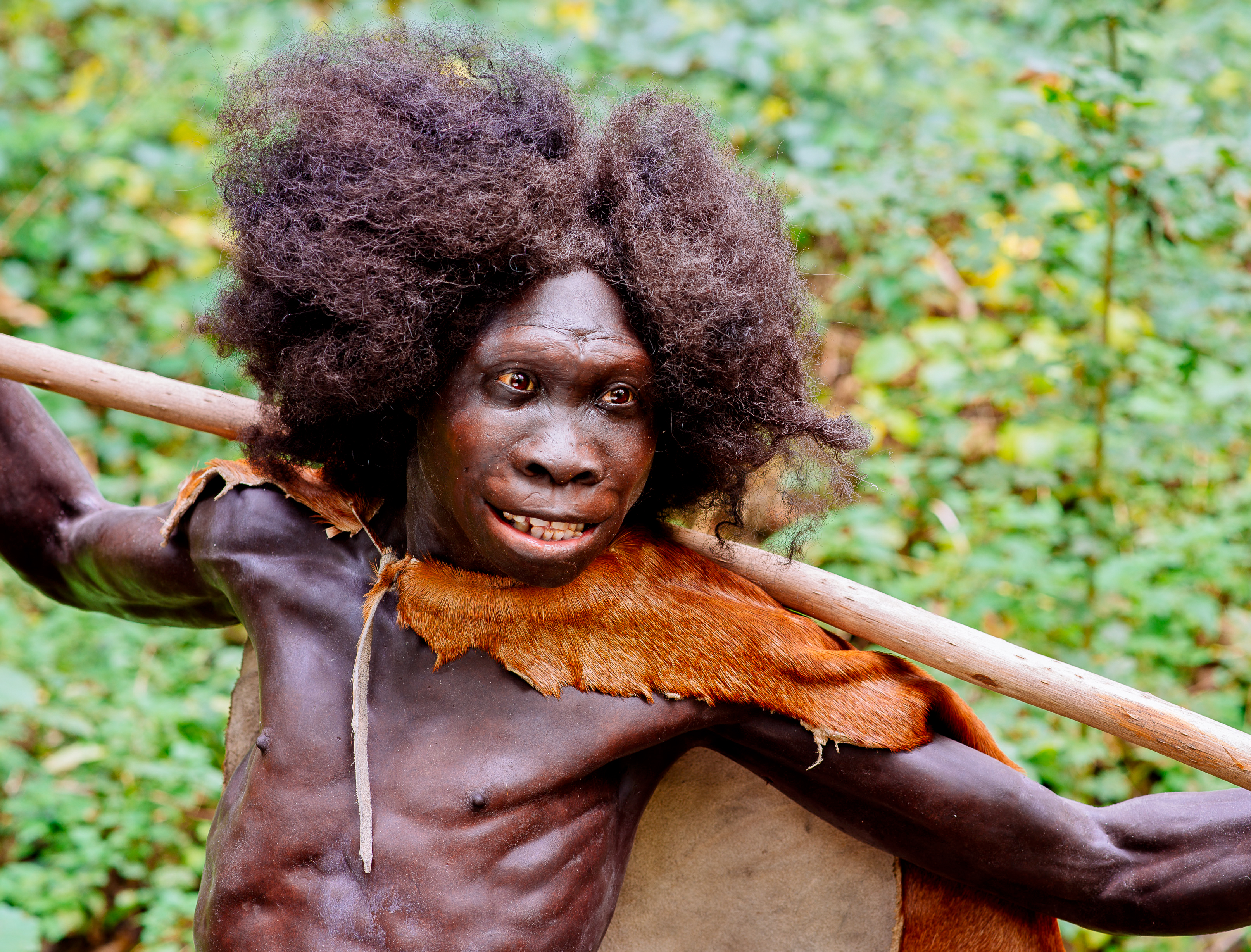
Rekonstrukcja wyglądu.

Chłopiec z Nariokotome (także: Chłopiec znad Jeziora Turkana, Chłopiec z Turkana, Chłopiec z Turkany; ang. Turkana Boy) – hominid (skatalogowany jako KNM-WT 15000) z gatunku Homo ergaster odkryty nad jeziorem Turkana w sierpniu 1984 przez zespół pod kierownictwem Richarda Leakeya i opisany pierwotnie jako przedstawiciel gatunku Homo erectus.
Znalezisko składa się z niemal kompletnego szkieletu i datowane jest na 1,6 mln lat. Odkrycie to uważane jest za jedno z najważniejszych w badaniach nad ewolucją człowieka.

## Historia
Richard Leakey razem z Alanem Walkerem pracowali w rejonie Nariokotome (na zachód od jeziora Turkana). W skład zespołu wchodziła także tzw. hominidowa brygada (Kenijczycy z plemienia Wakamba) z przewodnikiem Kamoya Kimeu. Wszystko zaczęło się w sierpniu 1984 roku, gdy Kamoya odkrył mały fragment czaszki. Początkowo Walker i Leakey pesymistyczne podchodzili do odkrycia. Jednak hominidowa brygada rozpoczęła prace wykopaliskowe i tak wydobyli wiele dalszych części młodego osobnika Homo erectus, takich jak: kość czołową, część czaszki z okolicy prawego otworu usznego oraz prawą i lewą kość ciemieniową. Podczas kolejnych prac wykopaliskowych zespół Leakeya odkrył żebra, a w ciągu następnych czterech tygodni odkryto całą czaszkę, kości miednicy, nóg i jednej ręki. Był to pierwszy tak kompletny szkielet Homo erectus (brakowało tylko kości stóp i dłoni) od czasu gdy w 1891 roku po raz pierwszy natrafiono na jego ślady (Eugène Dubois w Trinil na Jawie). Choć główne części szkieletu zostały wydobyte w ciągu miesiąca od czasu odkrycia, to prace wykopaliskowe trwały jeszcze przez cztery sezony. W końcu 1988 roku szczątki zostały wysłane pod opieką Meave Leakey do Nairobi na przechowanie.

## Analiza szkieletu
Chłopiec z Nariokotome został sklasyfikowany jako Homo erectus, jednak obecnie niektórzy naukowcy zaliczają go do gatunku Homo ergaster. Badania osadów wokół miejsca odkrycia sugerują, że wiek szkieletu wynosi około 1,5 mln lat. Dalsze badania dotyczyły miednicy, dzięki której stwierdzono, że był to osobnik płci męskiej. Analiza zębów przeprowadzona przez antropolożkę Holly Smith, dowodzi faktu, iż chłopiec w chwili śmierci miał 9-11 lat (m.in. drugi ząb trzonowy zaczynał się ścierać, a zęby mądrości dopiero się formowały), choć szkielet sugeruje, że wiek chłopca wynosił 15 lat.

### Przystosowanie do trybu życia
Jedna z pierwszych analiz dowiodła, że chłopiec z Nariokotome miał kształt i wielkość ciała zbliżoną do współczesnego człowieka, który zamieszkuje tereny o gorącym klimacie. Był wysoki, miał długie nogi i wąskie biodra. Oszacowano, że w momencie śmierci chłopiec mierzył około 160 cm, gdyby dożył wieku dojrzałego, zapewne osiągnąłby 190 cm lub jeszcze więcej. Sądząc po jego mocnym szkielecie, wydaje się, że był dobrze odżywiony. Gdy umierał, jego waga wynosiła około 48 kg, gdyby osiągnął wiek dorosłego osobnika, to ważyłby około 70 kg. Wysoki wzrost spowodowany był najprawdopodobniej koniecznością wytracania nadmiaru ciepła z organizmu poprzez pocenie się — wysoki wzrost oznacza większą powierzchnię ciała z której następuje pocenie. Taki (nowatorski) sposób ochładzania był niezbędny do aktywnego trybu życia w gorących warunkach sawanny afrykańskiej. Jeżeli chłopiec się pocił, to trzeba założyć, że utracił on gęstą sierść po swoich prymitywnych przodkach, która ograniczałaby jego zdolności do wydzielania ciepła. Z braku sierści ochraniającej przed promieniowaniem UV gatunek Homo erectus rozwinął ochronę zapewne w postaci pigmentu skóry. Dalsze badania wykazały, że nos chłopca z Nariokotome był wydatny. Ta cecha powodowała, że podczas wydychania powietrza więcej wilgoci było zatrzymywane w organizmie. Taki zabieg pozwalał na zachowanie równowagi hydrotermicznej.

### Czaszka
Najważniejsze badania dotyczyły analizy czaszki. Pomiary wykazały, że objętość mózgu u tego młodego osobnika wynosiła 880 cm³, czyli około dwukrotnie więcej niż u typowej małpy człekokształtnej i około dwóch trzecich średniej wartości u ludzi współczesnych, wynoszącej 1350 cm³. Cechy anatomiczne czaszki są zbliżone do cech czaszki ludzkiej, m.in. lewa i prawa połowa puszki mózgowej są różnie ukształtowane, co u ludzi współczesnych wiąże się z praworęcznością.

### Mowa
W XX wieku uważano, że Turkana Boy oraz inne wczesne hominidy miały ograniczoną możliwość kontrolowania oddechu spowodowaną węższym kanałem kręgowym w odcinku piersiowym, co ograniczało ich możliwość mowy artykułowanej. Pogląd ten nie znalazł potwierdzenia w późniejszych badaniach.

## Śmierć
Na podstawie badań zębów ustalono, że w wyniku utraty jednego z zębów mlecznych doszło do zakażenia krwi (posocznica). Chłopiec zmarł, padając twarzą na błoto, gdzie następnie został przykryty przez warstwę mułu bagiennego.